# 雄山閣
株式会社雄山閣（ゆうざんかく）は、東京都千代田区にある出版社。創業は1916年（大正5年）で、以来日本の歴史・宗教・民俗学・考古学などに関する書籍を出版し続けている。

## 沿革
- 1916年（大正5年） - 山梨県甲府市出身の長坂金雄が国史講習会を創業。
- 1920年（大正9年） - 社号を雄山閣に改称。
- 1935年（昭和10年） - 会社法人組織となす。
- 1947年（昭和22年） - 戦況悪化で停止していた出版活動を復活させる。
- 1982年（昭和57年） - 『季刊考古学』を創刊。
- 1989年（平成元年） - 新社屋落成。
- 2001年（平成13年） - 雄山閣出版、雄山閣事業出版（竹内書店新社）を統合して、株式会社雄山閣となる。

## 主な出版物
- 大日本地誌大系
- 論集日本仏教史
- 民衆宗教史叢書
- プリニウスの博物誌（全3巻）など多数。

雑誌
- 季刊考古学（1月、4月、7月、10月の25日に発売。2007年（平成19年）に創刊第100号を迎えた。）